# Euxoa acutifrons
Euxoa acutifrons là một loài bướm đêm trong họ Noctuidae.